# Vincenzo Danti
Vincenzo Danti (Perusa, 1530 — 1576) va ser un escultor italià, membre d'un llinatge d'artistes i científics.
Va ser deixeble de Bartolomeo Ammannati i va treballar a Perusa i a Florència amb un estil manierista estilitzat, influenciat per Giambologna.

## Obres

### Perusa
- Retrat de Juli III (1555)
- Catedral de Perusa

### Florència
- Degollament de Sant Joan Baptista (1571)
- Baptisteri de Sant Joan